# Агапит (Лопатин)
Архимандри́т Ага́пит (Лопа́тин) — архимандрит Русской православной церкви.

## Биография
В 1844 году пострижен в монашество с наречением имени Агапит.
В 1845 году закончил Киевскую духовную академию со званием магистра.
С 1849 года — инспектор Калужской духовной семинарии.
В 1853 году — возведён в сан архимандрита с оставлением в должности инспектора.
С 1858 года — ректор Калужской духовной семинарии.
В 1860—1864 годы — ректор Харьковской духовной семинарии.